# Reiner Nagel
Reiner Nagel (* 13. März 1959 in Remscheid) ist ein deutscher Architekt und Stadtplaner und seit 2013 Vorstandsvorsitzender der Bundesstiftung Baukultur in Potsdam.

## Leben
Nach dem Studium der Architektur in Hannover arbeitete Nagel ab 1986 zunächst in verschiedenen Funktionen auf Bezirks- und Senatsebene für die Stadt Hamburg, zuletzt ab 1998 in der Geschäftsleitung der HafenCity Hamburg GmbH. 2005 wechselte er als Abteilungsleiter für die Bereiche Stadtentwicklung, Stadt- und Freiraumplanung in die Berliner Senatsverwaltung für Stadtentwicklung und Umwelt. Hier verantwortete er mehrere Stadtentwicklungspläne und Projekte, etwa die Entwicklung der Europacity am Berliner Hauptbahnhof, der Internationalen Gartenausstellung 2017, die Nachnutzung des Flughafens Tegel sowie die Erarbeitung des aktuellen Stadtentwicklungskonzeptes Berlin 2030. Seit 1. Mai 2013 ist Reiner Nagel Vorstandsvorsitzender der Bundesstiftung Baukultur in Potsdam.
Reiner Nagel ist Mitglied der Deutschen Akademie für Städtebau und Landesplanung und des Bundes Deutscher Architekten sowie im Kuratorium Nationale Stadtentwicklungspolitik und er ist Lehrbeauftragter an der TU Berlin im Bereich Urban Design.  
Als Vorstandsvorsitzender der Bundesstiftung Baukultur äußert sich Reiner Nagel in Gastbeiträgen und Interviews zu gesamtgesellschaftlichen Diskussionen, etwa zum Wohnungsmangel, zu Bürgerbeteiligung oder zu Stromtrassen, aber auch zur Zukunft von Einfamilienhausgebieten. In dieser Funktion ist er außerdem als Preisrichter in Architekturwettbewerben, Moderator und Redner tätig.